# Katie White
Katie Rebecca White (Wigan, 18 gennaio 1983) è una cantante e musicista britannica, cofondatrice del gruppo musicale pop The Ting Tings.

## Biografia
Nel 1997 inizia a cantare nel gruppo punk femminile chiamato TKO, che supporta band importanti come Steps, 5ive e Atomic Kitten. Nel 2001 conosce Jules De Martino, con cui forma un gruppo chiamato Dear Eskimo (di cui fa parte anche il DJ Simon Templeman). Nel 2006 viene fondato il progetto The Ting Tings con Katie che prende posto come vocalist e polistrumentista: suona la chitarra, il basso, le percussioni e le tastiere. Il primo album del gruppo è stato pubblicato nel 2008.